# 小子部鉏鉤
小子部 鉏鉤（ちいさこべ の さひち）は、飛鳥時代の人物。姓（カバネ）は連。
672年の壬申の乱の際、尾張国司守として大海人皇子（天武天皇）に味方したが、内乱終結後に自殺した。

## 出自
小子部連は小子部（子部の一つで宮中の雑務を務めた品部）の伴造家であり、多氏（多臣）の一族を称した。天武朝において嫡流は宿禰姓に改姓した。

## 経歴
壬申の年（672年）の6月24日に行動を起こした大海人皇子は、挙兵して吉野宮から伊勢国に入り、27日に美濃国に移った。その日、不破郡の郡司にさしかかったころに、尾張国司守小子部連鉏鉤が2万の衆を率いて加わった。大海人皇子は鉏鉤を誉め、その軍を分けて処々の道を塞いだ。
僅かな時日で2万の兵力を動かしたことについて、後代の歴史学者は、5月に朝庭（朝廷）が山陵造営のためと称して美濃と尾張の人夫を動員し、武器を渡したこととの関係を指摘する。大海人皇子を討つために国司に用意させた兵力が、国司の判断で当の反乱に参加したとするのである。
乱は大海人皇子の勝利におわり、8月25日に重罪とされた近江朝廷の重臣が処分された。しかしこれより前に、鉏鉤は山に隠れて自殺した。大海人皇子は「鉏鉤は功ある者である。罪なくしてなぜ自殺したのか。これは陰謀があったのか」と言った。鉏鉤は近江朝と通じていたのかもしれないが、真相は不明である。